# Mixer (Live-Streaming-Plattform)
Mixer war eine in Seattle ansässige Live-Streaming-Plattform im Besitz von Microsoft. Der Dienst startete offiziell am 5. Januar 2016 unter dem Namen Beam, wurde aber im Mai 2017 in Mixer umbenannt. Der Dienst legte den Schwerpunkt auf Interaktivität. Am 23. Juli 2020 stellte Mixer seinen Streamingbetrieb ein.

## Geschichte
Beam startete am 5. Januar 2016. Im Mai 2016 gewann Beam den Startup-Wettbewerb auf der TechCrunch Disrupt Konferenz und erhielt 50.000 Dollar.
Am 11. August 2016 wurde Beam von Microsoft für einen nicht veröffentlichten Betrag erworben. Das Team des Dienstes wurde in die Xbox-Abteilung integriert. Am 26. Oktober 2016 kündigte Microsoft an, dass Beam in Windows 10 integriert werden soll. Beam Broadcasting wurde mit dem Software-Update vom März 2017 auch in die Xbox One integriert.
Am 25. Mai 2017 gab Microsoft bekannt, dass Beam in Mixer umbenannt werde, da der bisherige Name nicht weltweit verwendet werden konnte. Zugleich mit dem Re-Branding kamen auch mehrerer neue Funktionen hinzu, wie z. B. der Möglichkeit für einen Benutzer, bis zu drei weitere Streams gleichzeitig auf seinem Kanal zu hosten, sowie der zugehörigen mobilen App Mixer Create.
Am 1. August 2019 kündigte der Streamer Ninja an, ab dem 2. August exklusiv vom Amazon-Konkurrenten Twitch zu Mixer zu wechseln, was als großer Coup für Mixer galt. Ninja, welcher über 14,5 Millionen Follower hat, gehörte zu den Top-Persönlichkeiten von Twitch. Im Oktober 2019 verließen die beiden Gründer, Boehm und Salsamendi, Microsoft. Am 24. Oktober 2019 wurde bekannt gegeben, dass Shroud, ein großer Twitch-Streamer, zu Mixer wechseln wird. Auf Twitch hatte Shroud 7,1 Mio. Follower. Am 27. Oktober 2019 gab KingGothalion, ein weiterer großer Twitch-Streamer, bekannt, dass er zu Mixer wechseln wird. FaZe.Ewok, ein damals 14-jähriger Twitch-Streamer, gab am 14. November 2019 bekannt, dass er zu Mixer wechseln wird.
Am 22. Juni 2020 gab Mixer bekannt, dass sie mit Facebook Gaming fusionieren werden.
Am 23. Juli 2020, 20 Uhr MESZ stellte Mixer seinen Streamingbetrieb ein.

## Eigenschaften
Mixer unterscheidet sich von anderen Streaming-Plattformen dadurch, dass es die Interaktivität zwischen Streamern und ihren Zuschauern betont. Es wird Zuschauern ermöglicht, Aktionen durchzuführen, die einen Stream beeinflussen können (z. B. Abstimmung oder Beeinflussung des Gameplays). Diese Funktionen können über eine Schaltfläche neben dem Stream genutzt werden.
Der Dienst warb dafür, dass es zwischen dem Senden und dem Zeitpunkt, zu dem sie von den Nutzern empfangen wird, weniger als eine Sekunde geben würde.
Mixer war ebenfalls in der Xbox-App integriert.

## Streamer

### Follower
Top 5 Streamer sortiert nach Follower (Stand: 23. Juli 2020):
| Rang | Kanalname | Follower  |
| ---- | --------- | --------- |
| 1    | Ninja     | 3,21 Mio. |
| 2    | shroud    | 1,21 Mio. |
| 3    | TheGrefg  | 0,82 Mio. |
| 4    | Ship      | 0,72 Mio. |
| 5    | Xbox      | 0,55 Mio. |

### Kanalaufrufe
Top 5 Streamer sortiert nach Kanalaufrufen (Stand: 23. Juli 2020):
| Rang | Kanalname       | Kanalaufrufe |
| ---- | --------------- | ------------ |
| 1    | Ninja           | 67,3 Mio.    |
| 2    | TheGrefg        | 54,3 Mio.    |
| 3    | PaladinsGame    | 42,5 Mio.    |
| 4    | bastian_stremer | 35,2 Mio.    |
| 5    | ChannelOne      | 33,6 Mio.    |